# Брэдшоу, Терри
Терри Пэкстон Брэдшоу (англ. Terry Paxton Bradshaw; род. 2 сентября 1948 года) — американский профессиональный игрок в американский футбол, выступавший за клуб Национальной футбольной лиги «Питтсбург Стилерз». В настоящее время работает телевизионным аналитиком и соведущим программы Fox NFL Sunday. За 14 сезонов в Питтсбурге Брэдшоу четыре раза становился победителем Супербоула и 8 раз чемпионом центрального дивизиона АФК. Он дважды становился самым ценным игроком Супербоула, а в 1989 году был введён в Зал Славы американского футбола.

## Ранняя жизнь
Браэдшоу родился в Шривпорте (штат Луизиана) и был вторым из трёх детей в семье фермера и сварщика Уильяма Брэдшоу и Новис Гей. Своё детство Терри провёл в Клинтоне (штат Айова), где он решил стать профессиональным футболистом. Когда он немного подрос его родители переехали обратно в Шривпорт и он стал посещать старшую школу Вудлона, где выступал за местную футбольную команду с которой в 1965 году дошёл до финала, в котором проиграл со счётом 12:9. Учась в школе он установил национальный рекорд по метанию копья, метнув его на 74,68 м.
По окончании школы Брэдшоу решил поступить в Луизианский технологический университет в Растоне (штат Виргиния). В университете он был членом братства Tau Kappa Epsilon, был членом братства Христианских спортсменов и часто выступал с речью перед спортивными банкетами и другими мероприятиями. Первоначально он был вторым квотербеком в ростере после Фила Робертсона.
В 1969 году он уже считался скаутами НФЛ одним из лучших игроков студенческого футбола. На третьем году обучения он сделал 2890 ярдов и был лидером NCAA по этому показателю. Благодаря его помощи команда Луизианы выиграла Райс Боул у команды Акрона со счётом 33:13. На четвёртый год обучения он сделал 2314 ярдов, став третьим по этому показателю в чемпионате, а его команда закончила сезон с результатом 8-2. Его более низкие показатели в выпускном сезоне объясняются тем, что его команда в сезоне сыграла всего 10 игр и из-за большого преимущества во второй половине сезона часть игр была убрана из расписания.

## Политика
В 2012 году он поддерживал кандидатуру Ньюта Гингрича для  президентской компании от Республиканской партии.

## Награды
11 октября 2001 года Брэдшоу получил звезду на Голливудской Аллее Славы, первый и единственный игрок НФЛ (по состоянию на 31 мая 2008 года).

## Дискография

### Альбомы
| Год  | Альбом                                    | Лейбл    |
| ---- | ----------------------------------------- | -------- |
| 1976 | I’m So Lonesome I Could Cry               | Mercury  |
| 1981 | Until You                                 | Benson   |
| 1981 | Here in My Heart                          | Heart    |
| 1996 | Sings Christmas Songs for the Whole World | Dove     |
| 1996 | Terry & Jake (с Джейком Хессом)           | Chordant |

### Синглы
| Год  | Сингл                             | Позиция в чарте | Позиция в чарте | Позиция в чарте | Альбом                      |
| Год  | Сингл                             | US Country      | US              | CAN Country     | Альбом                      |
| ---- | --------------------------------- | --------------- | --------------- | --------------- | --------------------------- |
| 1976 | «I'm So Lonesome I Could Cry»     | 17              | 91              | 17              | I’m So Lonesome I Could Cry |
| 1976 | «The Last Word in Lonesome Is Me» | 90              | —               | —               | I’m So Lonesome I Could Cry |
| 1976 | «Here Comes My Baby Back Again»   | —               | —               | —               | I’m So Lonesome I Could Cry |
| 1980 | «Until You»                       | 73              | —               | —               | Until You                   |

### Совместные записи
- NFL Country (с Гленом Кэмпбеллом на «You Never Know Just How Good You’ve Got It», 1996)
- Женаты… с детьми («Dud Bowl II», 1995)

## Фильмография
| Год       |    | Русское название                                 | Оригинальное название                         | Роль                     |
| --------- | -- | ------------------------------------------------ | --------------------------------------------- | ------------------------ |
| 1978      | ф  | Хупер                                            | Hooper                                        | Шерман                   |
| 1981      | тф | Стокерс                                          | Stockers                                      | Джей Джей Спенглер       |
| 1981      | ф  | Гонки «Пушечное ядро»                            | The Cannonball Run                            | Терри                    |
| 1985      | с  | Хардкасл и Маккормик                             | Hardcastle and McCormick                      | безымянная роль          |
| 1994      | с  | —                                                | The Sinbad Show                               | в роли самого себя       |
| 1994      | с  | Приключения Бриско Каунти — младшего             | The Adventures of Brisco County Jr.           | полковник Марч           |
| 1994      | с  | Изящный цветок                                   | Blossom                                       | тренер Мортон            |
| 1995—1996 | с  | Женаты… с детьми                                 | Married… with Children                        | в роли самого себя       |
| 1997      | с  | Все любят Рэймонда                               | Everybody Loves Raymond                       | в роли самого себя       |
| 2000      | мс | Царь горы                                        | King of the Hill                              | Престон Роджерс          |
| 2002      | с  | Малкольм в центре внимания                       | Malcolm in the Middle                         | тренер Кларенс           |
| 2002      | с  | 8 простых правил для друга моей дочери-подростка | 8 Simple Rules for Dating My Teenage Daughter | Стив Смит                |
| 2005      | мф | Роботы                                           | Robots                                        | робот со сломанной рукой |
| 2006      | ф  | Любовь и прочие неприятности                     | Failure to Launch                             | Эл                       |
| 2006      | тф | Семейные тайны                                   | Relative Chaos                                | Уилл Гилберт             |
| 2008      | с  | Лас-Вегас                                        | Las Vegas                                     | Пит Скиннер              |
| 2009      | с  | Лига                                             | The League                                    | в роли самого себя       |
| 2017      | с  | Американская семейка                             | Modern Family                                 | в роли самого себя       |
| 2017      | ф  | Кто наш папа, чувак?                             | Father Figures                                | в роли самого себя       |